# Marc de Beauvau-Craon (1816-1883)
Pour les articles homonymes, voir Marc de Beauvau-Craon, Famille de Beauvau, Beauvau-Craon et Beauvau.
Marc-René-Antoine-Victurnien de Beauvau-Craon, 5e prince de Beauvau, est un homme politique français né à Paris le 29 mars 1816 et mort à Nice le 30 mars 1883.

## Biographie
Marc de Beauvau est le fils de Charles-Just de Beauvau-Craon, 4e prince de Beauvau-Craon et du Saint Empire, grand d'Espagne, sénateur du second empire, président du conseil-général de la Meurthe, et de Virginie de Choiseul-Praslin, sa première épouse, 
Passionné par l'équitation, il consacre ses loisirs et sa grande fortune à l'amélioration du la race chevaline en France. Son écurie est célèbre, et il est l'un des membres les plus actifs du Jockey Club.
Sa haute situation le fait porter candidat aux élections législatives dans le département de la Sarthe, le 29 février 1852 et il est élu  dans la 4e circonscription électorale, contre de Riancey , Gendron  et Ledru-Rollin . Il est successivement réélu dans la même circonscriptionle, le 22 juin 1857 , contre Raspail[Lequel ?], le 1er juin 1863 , contre Gustave de Beaumont , candidat de l'opposition, et le 24 mai 1869 , contre MM. Busson-Duviviers  et Goussault .
Le prince de Beauvau s'associe parfois aux votes de l'opposition dynastique, se rapproche du centre gauche et signe l'interpellation des 116.
Il est élu conseiller-général de la Sarthe. 
Chevalier de la Légion d'honneur depuis 1858, il est promu officier de la Légion d'honneur en 1866.
Marc de Beauvau-Craon devient prince de Beauvau à la mort de son père en 1864. Il hérite de son père le château de Sainte-Assise à Seine-Port (Seine-et-Marne) où il recevait sa nombreuse parenté .

### Mariages et descendance
Marc de Beauvau-Craon épouse en premières noces le 26 novembre 1840, Marie-Catherine-Augustine d'Aubusson de La Feuillade (1824-1862), fille d'Augustin Pierre d'Aubusson de La Feuillade, colonel d'infanterie, officier de la Légion d'honneur, et de Blanche Catherine Rouillé de Boissy, petite-fille de Pierre Raymond Hector d'Aubusson de La Feuillade. Dont trois filles :
1. Jeanne-Victurnienne de Beauvau-Craon,(1848–1924), mariée à Paris en 1867 avec le comte Robert de Mun ;
2. Isabelle-Marie-Blanche-Charlotte-Victurnienne de Beauvau-Craon (1852–1875), mariée à Paris en 1874 avec Agénor, duc de Gramont) ;
3. Louise de Beauvau-Craon (1861–1885), mariée à Paris en 1879 avec Bertrand de Blacas d'Aulps.

Devenu veuf en 1862, il se remarie le 30 septembre 1875 avec Marie-Adèle de Gontaut-Biron (1848-1938), fille d'Elie de Gontaut-Biron, vicomte de Gontaut, et d'Augustine de L'Espinay. Dont deux enfants :
1. Henriette de Beauvau-Craon (1876–1931), mariée à Paris en 1896 avec le comte Charles d'Harcourt ;
2. Charles-Louis-Juste-Élie-Marie-Joseph-Victurnien de Beauvau-Craon (1878–1942), prince de Beauvau, marié en 1920 avec Mary Gregorini-Bingham

## Pour approfondir